# Leibfriedscher Garten

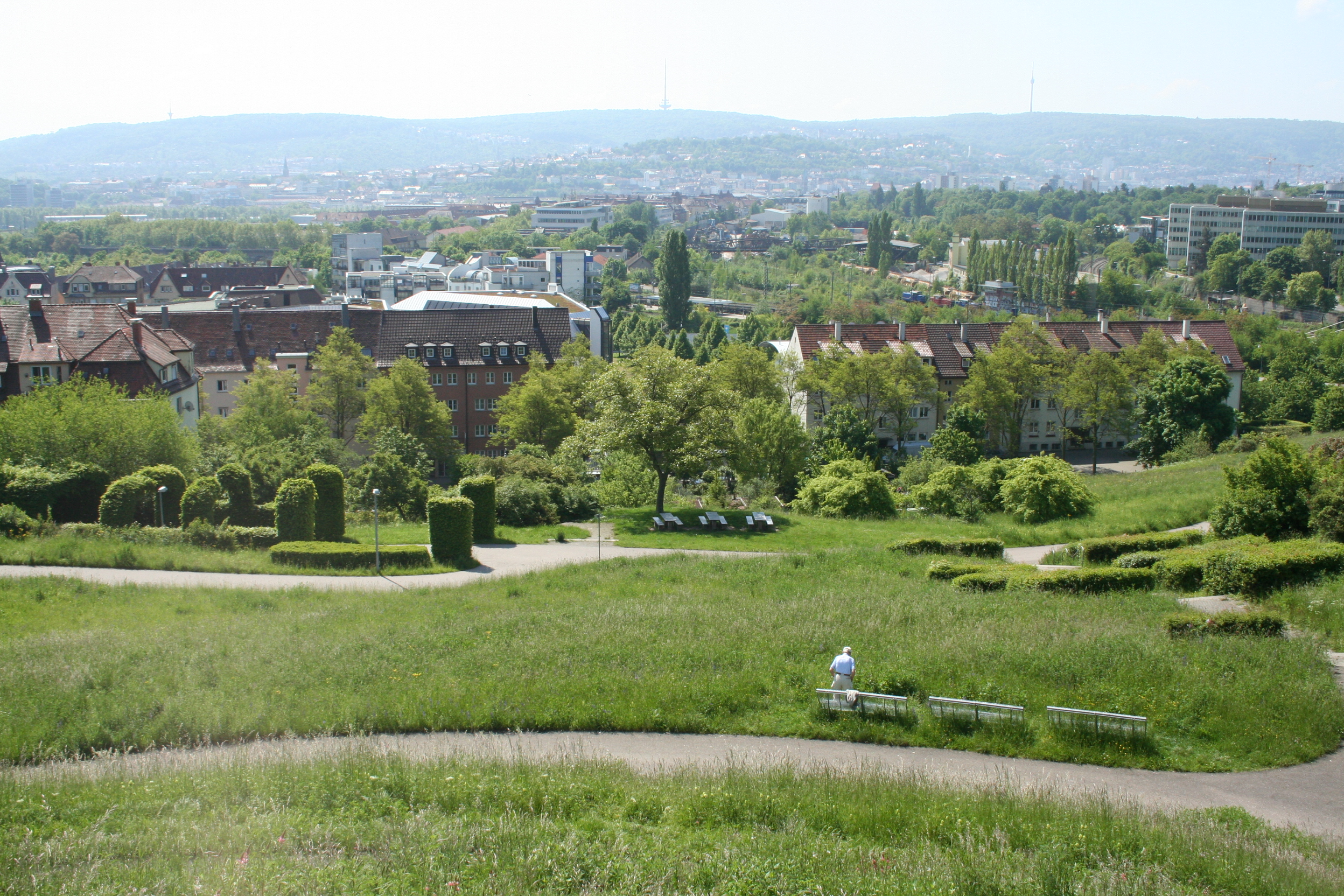
Leibfriedscher Garten südlich der Bastion Leibfried

Der Leibfriedsche Garten wurde im Zuge der Internationalen Gartenbauausstellung 1993 (IGA '93) in Stuttgart eröffnet und schloss die bis dahin bestehende Lücke im Grünen U, sechs hintereinander in Form eines „U“ gelegenen Parkanlagen.

## Beschreibung
Auf dem Gelände des Gartens stand seit 1875 die Villa Moser des Schokoladefabrikanten Eduard Otto Moser, die im Zweiten Weltkrieg 1944 zerstört wurde. Der Architekt Hans Dieter Schaal schuf zur IGA '93 die Kunststation Villa Moser. Sie macht die Überreste der Villa Moser und ihren verwilderten Park durch Laufstege zugänglich, ohne dass der Besucher mit dem Gelände in Berührung kommt. Aufgrund des inzwischen teilweise schlechten baulichen Zustandes ist ein Teil der Laufstege (Stand: September 2013) für den Publikumsverkehr gesperrt.
Über Brücken ist der Leibfriedsche Garten mit dem Wartberg und dem Rosensteinpark verbunden.
Südlich des Leibfriedschen Gartens befindet sich das Gelände der Expo Wohnen der IGA 1993, einer Siedlung mit experimentellem Wohnungsbau.

## Kunststationen
Zur IGA '93 griff der Landschaftsarchitekt Hans Luz das Stationenkonzept wieder auf, das er und sein Büro bereits bei der Bundesgartenschau 1977 in Stuttgart und der Landesgartenschau 1981 in Baden-Baden erprobt hatten:
„So haben wir nach Stellen gesucht, an denen sich mit gestalteten Verdichtungen Ziel- und Aufenthaltspunkte, Stationen schaffen lassen und dafür auf den jeweiligen Ort bezogene Namen erfunden: Bei der Buche, Grottenloch, Keuper, Donars Stich, Der Leibfried usw. Wir dachten daran, diese Punkte mit einem Parcours zu verbinden, der einen Lebenslauf widerspiegelt: Liebe, Geburt, Spiel, Schaffen, Träumen, Politik, Wohnen, Leben und Vergehen. Wir wollten in diesen Weg auch das Wort einbeziehen und das Ganze zusammen mit uns bekannten und vertrauten Künstlern und Literaten verwirklichen.“
Von den Kunststationen, die zur IGA im Höhenpark Killesberg, auf dem Wartberg und im Leibfriedschen Garten errichtet wurden, sind heute noch 11 erhalten, darunter der Killesbergturm, der zur IGA geplant war, aber erst 2001 gebaut wurde.  
Hinweis: Spalten mit einem Doppeldreieck in der Überschrift können Sie durch Klicken auf dieses Symbol sortieren. Wenn Sie innerhalb einer Sortierung nach einer weiteren Spalte sortieren möchten, müssen Sie das Symbol bei gedrückter Umschalttaste anklicken.
| Bild | Name                     | Beschreibung | Künstler           | Koordinaten             |
| ---- | ------------------------ | --- | ------------------ | ----------------------- |
|      | Bastion Leibfried        | Künstlicher Aussichtshügel mit Bastion und Aussichtsplattform. | Hans Luz           | 48,80773° N, 9,18595° O |
|      | Gate of Hope             | Dreieckpyramide mit Tor aus Edelstahlprofilen und Einwegspiegeln. | Dan Graham         | 48,80718° N, 9,1887° O  |
|      | Kunststation Villa Moser | Installation Brunnen, Laube, Laufstegen, Belvedere und Treppenturm auf dem Gelände der ehemaligen Villa Moser.                                                                                            | Hans Dieter Schaal | 48,80743° N, 9,18682° O |
|      | Sanctuarium              | Mit 170 übermannshohen Stahlstäben eingezäunter, runder Bezirk mit wildem Pflanzenwuchs. Anfang April 2018 wurden die Pflanzen durch das Stuttgarter Grünflächenamt gerodet; es blieb lediglich der Zaun. | Herman de Vries    | 48,80856° N, 9,18508° O |